# Мужун Чао
Мужун Чао (кит. 慕容超, пиньинь Mùróng Chāo, 385—410), взрослое имя Цзумин (кит. 祖明, пиньинь Zǔmíng) — последний император государства Южная Янь.

## Биография
В 337 году Мужун Хуан основал государство Ранняя Янь. В 370 году Ранняя Янь была уничтожена государством Ранняя Цинь, и циньский император Фу Цзянь сделал Мужун На (сына уже покойного Мужун Хуана) губернатором округа Гуанъу, однако затем тот оставил этот пост, и перебрался вместе с матерью из рода Гунсунь и супругой из рода Дуань в округ Чжанъе, где губернатором был назначен его младший брат Мужун Дэ. В 384 году Мужун Дэ и Мужун Чуй восстали против Ранней Цинь, и Мужун Чуй основал государство Поздняя Янь. Фу Чан — новый губернатор округа Чжанъе — арестовал и казнил Мужун На и всех сыновей Мужун Дэ и Мужун На.
Согласно версии, которая впоследствии стала официальной, так как госпожа Дуань в тот момент была беременной, то её оставили в тюрьме, чтобы казнить после того, как она родит, однако тюремщик Хуянь Пин, который когда-то был подчинённым Мужун Дэ, помог госпоже Гунсунь и госпоже Дуань бежать в земли цянов, где госпожа Дуань и родила Мужун Чао. После того, как в 394 году госпожа Гунсунь скончалась, Хуянь Пин забрал госпожу Дуань и маленького Мужун Чао в земли государства Поздняя Лян. После того, как в 403 году Поздняя Лян была завоёвана государством Поздняя Цинь, Хуянь Пин, госпожа Дуань и Мужун Чао оказались среди тех, кто бы насильно переселён из лянской столицы Гуцзан в циньскую столицу Чанъань, где Мужун Чао женился на дочери Хуянь Пина.
В 405 году до Мужун Дэ, основавшего к тому времени государство Южная Янь, дошли известия о том, что в циньской столице находится его племянник, и он послал к нему эмиссара. Мужун Чао бежал в Южную Янь, даже не поставив в известность мать. Прибыв в южнояньскую столицу Гуангу, он сумел убедить Мужун Дэ в подлинности своего происхождения. Так как у Мужун Дэ к тому времени не было выживших сыновей, он сделал Мужун Чао своим официальным наследником. Через несколько месяцев Мужун Дэ заболел и умер, и Мужун Чао взошёл на престол Южной Янь.
Мужун Чао сразу продемонстрировал, что не склонен выслушивать критику и терпеть сопротивления своим капризам, проводил время в развлечениях. В 407 году он отправил посланника ко двору Поздней Цинь, чтобы обсудить условия, на которых его матери и жене разрешили бы воссоединиться с ним. Император Яо Син потребовал, чтобы Южная Янь признала себя вассалом Поздней Цинь, и либо вернула циньскому двору придворных музыкантов Ранней Цинь (которые, в результате всяческих пертубаций, к тому моменту осели на землях Южной Янь), либо передала 1000 пленных, захваченных у империи Цзинь. Мужун Чао признал себя вассалом и, опасаясь ухудшения отношений с Цзинь, предпочёл отправить к циньскому двору 120 музыкантов. Яо Син в ответ отправил в Южную Янь мать и жену Мужун Чао, и в 408 году госпожа Дуань получила титул «вдовствующей императрицы», а госпожа Хуянь — титул «императрицы».
Когда наступило время празднования Нового года, Мужун Чао, опечаленный тем, что при его дворе теперь нет императорских музыкантов, решил, несмотря на оппозицию ряда придворных, совершить нападение на территорию империи Цзинь, захватить там людей и обучить их музыке. Месяц спустя такой рейд был проведён, и в Южную Янь увели 2500 человек. Воодушевлённый этим успехом, Мужун Чао стал совершать новые набеги на Цзинь. В ответ по предложению генерала Лю Юя, который приобрёл большое влияние при цзиньском дворе, империя Цзинь начала крупное наступление на Южную Янь. Яньские войска были разгромлены в полевом сражении, и Лю Юй осадил столицу Гуангу. Весной 410 года город Гуангу пал, Мужун Чао попал в плен, был отведён в цзиньскую столицу Цзянькан и там казнён вместе с 3000 высшими сановниками Южной Янь.